# Citrus pubinervia
Citrus pubinervia, es un árbol perteneciente al género Citrus, dentro de la familia de las rutáceas. Es endémica del centro-sur y sureste de China.

## Distribución y hábitat
El área de distribución nativa de esta especie es va desde sudoeste de Hubei al noroeste de Hunan (China) y crece principalmente en el bioma subtropical.

## Taxonomía
Citrus pubinervia fue descrito por los botánicos Dian Xiang Zhang, Z.H.Xiang y Y.Wu y publicada por primera vez en la revista científica Phytotaxa 523: 243 el año 2021.

Etimología
- Citrus: nombre genérico que proviene del latín citrus, que se refiere a los árboles y arbustos que producen frutas cítricas, como limones, naranjas y limas. El término citrus tiene sus raíces en el griego antiguo κίτρον (kítron), que significa 'cítricos' o 'fruto de cítricos'
- pubinervia: epíteto específico que proviene de las palabras latinas pubes, (que significa 'velloso' o 'cubierto de pelos') y nervio, (que en este contexto se refiere a las venas o nervios de las hojas), haciendo alusión a la morfología de las hojas de la especie.[3]